# Pierre Bordet
Pierre Bordet (* 14. Dezember 1914, nach anderen Quellen am 4. Dezember 1914, in Dijon, Département Côte-d’Or; † 17. Mai 1996 in Chenôve, Département Côte-d’Or) war ein französischer Geologe und Vulkanologe.

## Leben
Bordet absolvierte seine akademische Ausbildung in Nancy, wo er 1939 sein Studium als Geologe abschloss und 1945 zum katholischen Priester geweiht wurde. Durch den Einfluss von Marcel Roubault von der Universität Nancy widmete sich Bordet der Petrologie. Unter der Leitung von Albert-Félix de Lapparent, mit dem er dreißig Jahre lang in der Abteilung für Geologie und Mineralogie des Institut Catholique de Paris zusammenarbeitete, verteidigte er 1950 seine Dissertation über die vulkanische Region des Estérel-Massivs. Paul Fallot vom Collège de France förderte Bordets Begeisterung für den Alpinismus und lenkte sein dauerhaftes Interesse an der geologischen Kartierung der größten Gebirgszüge der Welt. Bordets wissenschaftliche Leistungen konzentrierten sich auf zwei sich ergänzende Aktivitäten. Die erste betraf die Techniken der Mikroskopie, insbesondere die Arbeit mit dem Polarisationsmikroskop und einem Theodolit-Drehtisch, den Bordet in den 1950er Jahren gemeinsam mit Georges Nomarski entworfen hatte. Bei der zweiten widmete er sich der petrographischen und kartografischen Erforschung des Ahaggar-Gebirges in Algerien, des Himalayas in Nepal und des Hindukusch in Afghanistan.
Die Expeditionen in die Vulkanregion des Ahaggar-Gebirges (1950 bis 1953 und 1960 bis 1961) wurden auf Initiative des russisch-französischen Geologen Nicolas Menchikoff durchgeführt, um die Grundlagen für eine wissenschaftliche Untersuchung dieser bis dahin wenig bekannten Region zu schaffen und den internationalen Geologenkongresses 1952 in Algier vorzubereiten. Dabei wurden zahlreiche wissenschaftliche Erkenntnisse gewonnen, wie beispielsweise die 400 Vulkane, die Bordet im 600 km² großen Gebiet des Atakor-Vulkanfelds zählte, einem bis dahin fast völlig unerforschten Gebiet. 1954 nahm Bordet an einer französischen Erkundungsexpedition zur Nordwestflanke zum 8485 m hohen Makalu im nepalesischen Himalaya unter der Leitung von Jean Franco teil. Im Mai 1955 erfolgte die Erstbesteigung des Makalu unter Franco.
Von 1957 bis 1958 lebte Bordet im Rahmen der UNTA (United Nations Technical Assistance) in Nepal und organisierte von 1963 bis Mitte der 1970er Jahre die französischen wissenschaftlichen Expeditionen in den Himalaya. Unter den bedeutenden wissenschaftlichen Arbeiten von Bordet und seinen zahlreichen Veröffentlichungen sticht ein kartografisches Dokument besonders hervor, bei dem es sich um eine 1958 gleichzeitig mit der topografischen Karte angefertigte geologische Zeichnung der Mount-Everest- und Makalu-Region im Maßstab 1:50.000 handelt.
1965 schloss sich Bordet de Lapparent in Afghanistan an. Die Expeditionen führten in die hohen Gebirgsketten des Hindukusch, die den Himalaya nach Westen hin erweitern und zu den Minen von Sar-e-Sang, einer bedeutenden Lagerstätte für Lapislazuli. Bald jedoch wandte sich sein Interesse dem riesigen pliozänen Vulkankomplex Dasht-e Nawar zu, der sich in Zentralafghanistan auf einer Höhe von mehr als 4000 m befindet.
Mittels einer präzisen kartografischen Darstellung erstellte Bordet eine Beschreibung dieses bis dahin weitgehend unerforschten geologischen Gebiets.
Auf dem Gebiet der Vulkanologie führte ihn sein Interesse an Ignimbriten, das er bereits in seiner Dissertation über das Estérel-Gebiet behandelt hatte, nach Alaska. Hier untersuchte Bordet in Begleitung von Haroun Tazieff die jüngsten Ausbrüche im Valley of Ten Thousand Smokes. Sein Interesse an der Geodynamik vulkanischer Vorgänge, einschließlich der Bildung von Ignimbriten, setzte sich in seiner letzten bedeutenden Arbeit fort, die der Reihe magmatischer Berge aus dem Miozän gewidmet war, die sich im Südosten Spaniens an der Küste des Alborán-Meeres befinden.
Auf dem Gebiet der angewandten Mikroskopie widmete sich Bordet auch der archäologischen Keramik, wo er Pionierarbeit leistete und den Weg für produktive Forschungen in der Archäometrie ebnete.
Bordets engste wissenschaftliche Kollegen forschten am IGAL (Institut géologique Albert-de-Lapparent), das er zusammen mit de Lapparent gegründet hatte und mit dem er mehr als fünfzig Jahre lang in engem Kontakt blieb.